# Paderno Dugnano
Paderno Dugnano es una localidad y comune italiana de 47.133 habitantes de la provincia de Milán, en el norte de la capital lombarda.

## Historia
El municipio de Paderno Dugnano nació en el 1869, cuando con Real Decreto el Gobierno unió los municipios de Paderno, Dugnano, Incirano, Cassina Amata y Palazzolo Milanese. Hasta el 1880 el municipio se llamaba Paderno Milanese y, entre el 1880 y el 1886, Borgosole.

## Transportes

### Aeropuerto
Los aeropuertos más cercanos sonos el de Linate y el de Malpensa.

### Conexiones viales
La conexión vial principal es la autopista A4 Turín-Milán–Venecia-Trieste y tiene una salida en el municipio de Cormano, que se halla muy cerca. De Cormano es posible llegar a Paderno Dugnano pasando por la autovía Milán-Meda-Como

### Conexiones ferroviarias
En Paderno Dugnano hay una estación de ferrocarril de la línea Milán-Séveso-Canzo de las Ferrovie nord. 

### Transportes urbanos
En Paderno Dugnano hay líneas de buses; en particular hay una que une la estación de ferrocarril a la de Bollate centro, que apartenece a la línea Milán-Saronno de las "Ferrovie nord". 

## Evolución demográfica
| Gráfica de evolución demográfica de Paderno Dugnano entre 1861 y 2001 |
|                                                                       |
| Fuente ISTAT - elaboración gráfica de Wikipedia                       |